# Ottmar von Angerer
Ottmar Angerer, seit 1898 Ritter von Angerer, (* 16. September 1850 in Geisfeld; † 12. Januar 1918 in München) war ein deutscher Chirurg und Hochschullehrer.

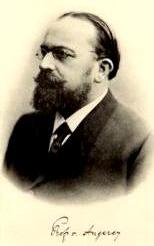
Ottmar von Angerer

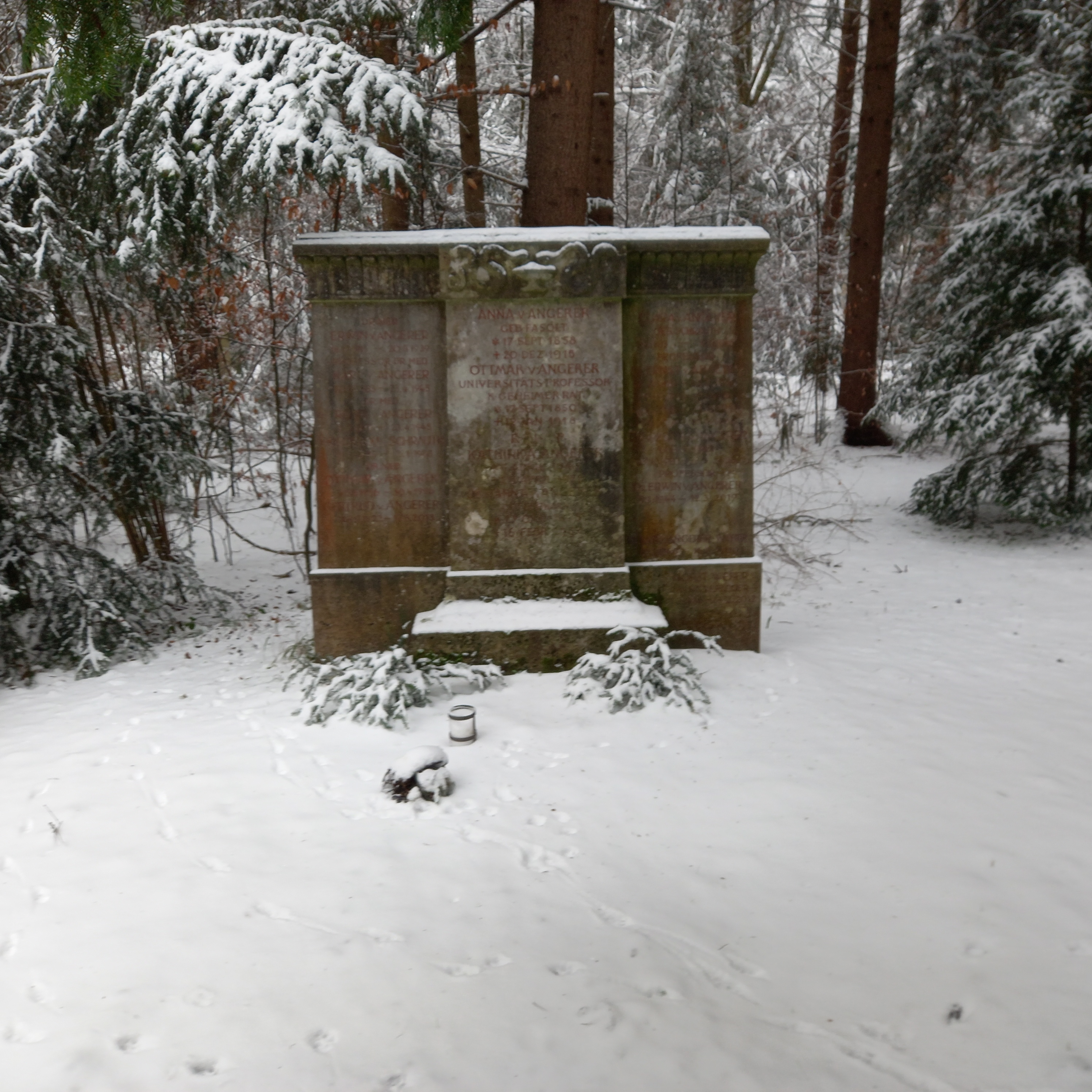
Das Grab von Ottmar von Angerer und seiner Ehefrau Anna geborene Fasolt im Familiengrab auf dem Waldfriedhof (München)

## Leben

### Herkunft
Ottmar Angerer war der Sohn des bayerischen Oberförsters Ludwig Angerer (1812–1882) und dessen Ehefrau Funny, geborene Enders (1816–1892).

### Karriere
Angerer studierte Medizin an der Julius-Maximilians-Universität Würzburg. 1869 wurde er Mitglied des Corps Moenania Würzburg. Er zeichnete sich als Consenior und Senior aus. Nach dem Studium durchlief er bei Wenzel von Linhart und Ernst von Bergmann die Ausbildung zum Chirurgen. 1879 habilitierte er sich. 1890 folgte er dem Ruf der Ludwig-Maximilians-Universität München auf ihren Lehrstuhl für Chirurgie. Prinzregent Luitpold von Bayern und König Ludwig III. (Bayern) machten ihn zum Leibarzt. Die von Johann Nepomuk von Nußbaum initiierte und konzipierte Chirurgische Universitätsklinik an der heutigen Nußbaumstraße in München wurde durch von Angerer am 25. April 1891 vollendet und bis zu seinem Tod im Jahre 1918 geleitet. Er initiierte die Gründung der Vereinigung der Bayerischen Chirurgen und leitete ihre ersten vier Tagungen. 1913 war er Vorsitzender der Deutschen Gesellschaft für Chirurgie. Wissenschaftlich befasste er sich vor allem mit der Wundinfektion, der Hirn- und der Bauchchirurgie. Der Physiker Ernst von Angerer war ein Sohn.

### Ehrungen
Prinzregent Luitpold belieh ihn Ende 1898 mit dem Ritterkreuz des Verdienstordens der Bayerischen Krone. Damit verbunden war die Erhebung in den persönlichen Adelsstand und er durfte sich nach der Eintragung in die Adelsmatrikel „Ritter von Angerer“ nennen. 1909 wurde er Großkomtur dieses Ordens. Seit 1905 war Angerer Ritter II. Klasse mit Stern des Verdienstordens vom Heiligen Michael. Mit dem Rang als Generalmajor war Angerer Generalarzt à la suite der Bayerischen Armee, der er auch als Beratender Chirurg diente. Außerdem führte er den Titel eines Geheimen Rates. Am 1. März 1911 wurde er in den erblichen bayerischen Adelsstand erhoben.

### Familie
Angerer war der Bruder von Ernst Angerer (1854–1945), einem in Würzburg ausgebildeten praktischen Arzt in Weilheim und Medizinalrat in München, hatte am 15. Dezember 1879 in Würzburg Anna Fasolt (1858–1915) geheiratet. Aus der Ehe gingen die Söhne Ernst (1881–1951) und Karl (1883–1945) hervor.